# Kirsten Thorup
Kirsten Thorup (nacida Kirsten Christensen, Gelsted, Fionia, 9 de febrero de 1942) es una escritora y guionista danesa.

## Trayectoria
Estudió secundaria en Fredericia y más tarde se graduó en filología inglesa en la Universidad de Copenhague. 
Ha recibido varios premios literarios, como el Premio de Literatura del Consejo Nórdico en 2017.
En la actualidad reside en Copenhague.

## Obra
- I dagens anledning (cuentos) – 1968
- Love from Trieste  (poemario) - 1969
- I dag er det Daisy  (poemario) - 1971
- Baby (novela) – 1973
- Lille Jonna (novela) – 1977
- Den lange sommer (novela) – 1979
- Himmel og helvede (novela) – 1982
- Romantica (novela) – 1983
- Den yderste grænse (novela) – 1987
- Sidste nat før kærligheden (novela) – 1989
- Elskede ukendte (novela) – 1994
- Projekt Paradis (novela) – 1997
- Bonsai (novela) – 2000
- Ingenmandsland (novela) – 2003
- Førkrigstid (novela) – 2006
- Erindring om kærligheden (novela) – 2017
- Indtil vanvid, indtil døden (novela) – 2020